# Marcel Capelle
Marcel Capelle (ur. 11 grudnia 1904 w Paryżu, zm. 8 kwietnia 1996 w Espalion) – francuski piłkarz grający na pozycji obrońcy.
Podczas przypadającej na lata 1929–1935 kariery zawodniczej reprezentował barwy trzech klubów: RC France, FC Sète oraz AS Saint-Étienne. Był w składzie reprezentacji Francji na mistrzostwach świata 1930. Ogółem dla „Trójkolorowych” w latach 1930–1931 rozegrał dziewięć meczów.